# 第3の性別

Xジェンダー/第3の性別の自主的な選択が可能
インターセックスの人のみ選択が可能
第3の性別の基準
インターセックスの基準
Xジェンダー/法的に認められていない第3の性別のオプション/データ無し

第3の性別（だいさんのせいべつ、英: Third gender, Third sex）とは、自己認識に基づき、あるいは社会的に、男性でも女性でもないと分類される性別の概念である。また、3つ以上の性別を認める社会に存在する社会的カテゴリーでもある。第3は普通、「その他」を指していると理解される。第4の性別、 第5の性別、「複数」の性別について言及する人類学者や社会学者もいる。
男性や女性、あるいはその他であると自己認識したり社会的に認識される性別とは、通常、個人が暮らす特定の文化における性同一性や性役割によっても定義づけられる。すべての文化に厳密に定義された性役割があるというわけではない。
異なる文化においては、第3や第4の性別は全く異なることを指している場合がある。ハワイ先住民やタヒチ人にとって、Māhūは男性と女性の中間の状態であり、すなわち「中間的ジェンダー」を持つ人間である。米国南西部の伝統的なナバホ族のネイティブ・アメリカンの中には、女性的な女性、男性的な女性、女性的な男性、男性的な男性の4つのジェンダーまで認めているものもいる。法的なアイデンティティを獲得しているインドのヒジュラー、ポリネシアのファアファフィネ、ブルネシャを指すときにも、「第三の性別」という言葉が使われてきた。
多くの非西洋文化に見られるとはいえ、「第3」や「第4」、「複数」の性役割という概念は、主流の西洋文化および概念的思考においては未だやや新奇なものである。この概念は、高い蓋然性で現代のLGBTQやクィアといったサブカルチャーに受容されている。主流の研究者、特に南アジアのヒジュラや、あるいはネイティブ・アメリカンのジェンダー・ヴァリアントやトゥー・スピリットについて研究している人類学者は、現代のLGBTコミュニティの言葉だけで「第3の性別」という用語を理解しようとすることがしばしばあるが、他の学者、特に先住民の学者は、主流の学者の文化的理解と文脈の欠如が、この概念が実際にその文化に当てはめることができるかを含め、問題の文化についてはもちろん、第3の性別を持つ人々についても誤った表現を広めてしまったと強調している。

## 性別
少なくとも1970年代以降、人類学者は、2つの性別のフレームワークを使用して適切に説明できなかった、いくつかの文化における性役割を説明してきた。同時にフェミニズムは、生物学の性別と社会的/心理的性別を説明してきた。現代のジェンダー研究家は通常、2つの性別は生得的でも普遍的でもないと主張している。

人類学者のMichael G. Peletzは、さまざまなタイプの性別（第3の性別に対する態度を含む）の概念が私たちの生活に深く影響し、社会における私たちの価値観を反映していると信じている。ペレッツの著書「現代アジアにおけるジェンダー、セクシュアリティ、ボディポリティクス」の中で、彼は次のように述べている。
本稿では、「ジェンダー」という言葉は、少なくとも5つの現象に関わる文化的分類、シンボル、意味、慣習、制度化された取り決めを指す。
1. 女性と女性らしさ
2. 男性と男性らしさ
3. 外観上男性と女性の特徴を併せ持ったり、セックス・ジェンダーが不確定な両性具有者（Androgynes）および半陰陽者（インターセックス）。男性と女性の両方の性器や特徴を持つ男女両性者（ermaphrodites）とも。
4. トランスジェンダー。規範的なジェンダーの境界を実際に逸脱ないし超越していることから、transgressively gendered（超越的ジェンダー形成）に由来。
5. 宦官などの去勢を施されたまたはセックス・ジェンダーのない人々

### インターセックスの人々と第3の性別
インターセックスの人々は、染色体、生殖器、性器などの性的特徴を持って生まれる。国際連合人権高等弁務官事務所によれば、男性または女性の身体の典型的な第二次性徴に適合しない。セックスとジェンダーの区別は普遍的ではなく、生物学的バリエーションを指定するだけでなく、文化的慣習として性別の説明が一意では無い。インターセックスの人々が第3の性別の分類に当てはまるという議論の研究では、インターセックスの学者Morgan Holmes第三の性または第3の性別の多くの分析は単純であると主張している。
「第三の性」を組み込んだ文化システムに関する既存の研究の多くは、2つ以上の性別/性別カテゴリーを持つ社会が世界を2つに分割する社会よりも優れているという単純なビジョンを描いている。システムが他のシステムよりも抑圧的であるかどうかを理解するには、「第3の性別」だけでなく、さまざまなメンバーをどのように扱うかを理解する必要があると私は主張します。
非インターセックスの人々のように、一部のインターセックスの個人は、自分自身を専ら女性または専ら男性として識別していないかもしれないが、ほとんどは男性または女性のように見える。臨床総説では、インターセックス状態の人々の8.5〜20％が性別違和を経験する可能性があることを示唆している。3番目の「X」性別分類を持つ国であるオーストラリアの社会学的調査によると、非定型の性的特徴を持って生まれた人々の19％が「X」または「その他」のオプションを選択し、52％が女性、23％が男性、6％が 不明であった。 Alex MacFarlaneは、オーストラリアで初めて性別を不確定として記録した出生証明書を取得し、2003年に「X」の性別マーカーが付いた最初のオーストラリアのパスポートであると考えられている。

2013年11月/12月に開催された第3回国際インターセックスフォーラムでは、性別および性別の登録について初めて声明を発表した。

- 他のすべての人と同じように、インターセックスの子供を女性または男性として登録すること。彼らは成長して別の性別または性別を識別する可能性があることを認識している。
- 関係者の要求に応じて、簡単な管理手順を通じて性別または性別の分類を修正できるようにするため。すべての成人および有能な未成年者は、女性（F）、男性（M）、Xジェンダー、または複数のオプションから選択できる必要がある。将来的には、人種や宗教と同様に、性別や性別を出生証明書や身分証明書のカテゴリにすべきでは無い。

アジア太平洋フォーラムは、インターセックスの人々の法的承認は、男性または女性に割り当てられた場合、まず他の男性および女性と同じ権利へのアクセスに関するものであると述べている。第2に、元の性別指定が適切でない場合の法的文書への管理上の修正へのアクセスに関するものである。第3に、それは集団としてのインターセックスの人々のための第三の性または性別の分類の作成についてではなく、代わりに、自己決定についてである。
2017年3月、オーストラリアとアオテアロア/ニュージーランドのコミュニティ声明は、性の法的分類の終了を求め、二項分類のような法的第3分類は構造的暴力に基づいており、多様性と「自己の権利」を尊重しなかったと述べた。それはまた、延期可能なインターセックスの医学的介入の犯罪化を要求した。

### トランスジェンダーの人々と第3の性別
性別は、文化によって認識および編成が異なる場合がある。一部の非西洋文化では、性別が二元的であると見なされない場合や、人々が男性と女性の間を自由に行き来できる、またはその中間の状態で存在する、あるいはどちらでもないと見なされる場合がある。いくつかの文化では、第三の性であることは、霊の世界と人間の世界の間を仲介することができるという贈り物に関連しているかもしれないとされている。これらの精神的な信念を持つ文化にとって、それは一般的に前向きなものと見なされているが、一部の第三の性別の人々も魔術で非難され、迫害されている。ほとんどの西洋文化では、異性愛規範の理想に従わない人々は、しばしば病気、無秩序、または不十分な形成として見られる。
ハワイの先住民族のマフは、男性と女性の中間的な状態を体現している、または「性別が不確定な」人々として見られているが、米国南西部のナバホ族のネイティブ・アメリカンは、女性的な女性、男性的な女性、女性的な男性、男性的な男性の4つの性別のを認識している。「第3の性別」という用語は、法的アイデンティティを獲得した南アジアのヒジュラー、ポリネシアのファアファフィネ、ブルネシャを表すためにも使用されている。
アフリカの一部の先住民コミュニティでは、女性は男性のすべての特権を享受し、そのように認識されている「女性の夫」として認識されているが、その女性性は公然と認められていない。しかし、忘れられてはいない。
インドのヒジュラは、第3の性別の人々の最も認識されているグループの1つである。一部の西洋のコメンテーター（HinesとSanger）は、これは生まれ変わりに対するヒンドゥー教の信念の結果である可能性があると理論付けている。第3の性別が、ある従来の性別から別の性別への移動としてではなく、存在の中間状態として見られる他の文化がある。
第3の性別のメンバーであることを自分自身を考え、米国の人々の研究では、Ingrid M. Sellは、彼らは通常、5歳から違うと感じたことがわかった。そのため、仲間や親の圧力の両方の、それらが育っ最も曖昧な外見で、最も問題を抱えた子供時代と後年の困難を抱えていた。Ingrid M. Sellはまた、東の第三の性と西の第三の性の間に類似点を発見した。インタビューを受けた人のほぼ半数は、治療者または医療専門家だった。彼らの大多数は、やはり東部の人々と同様に、彼らの能力から生計を立てるのに十分な芸術的だった。男性と女性の間を仲介する能力は一般的なスキルであり、第三の性別はしばしば異常に広い視野と双方を理解する能力を持っていると考えられていた。Ingrid M. Sellの研究の注目すべき結果は、インタビューされた第三の性別の93％が、やはり東部の対応者と同様に、「超常現象」タイプの能力を報告したことである。
近年、一部の西洋社会は、Xジェンダーまたはクィアのアイデンティティを認識し始めている。Alex MacFarlaneの数年後オーストラリアのノリーメイウェルビーは不特定の地位を持っていると認められた。2016年、オレゴン州の巡回裁判所は、居住者のジェイミー・シュペが合法的に性別をXジェンダーに変更できるとの判決を下した。
オープン・ソサエティ財団は、2014年5月に、「トランスジェンダーの人々が公式文書で性同一性を変更できるようにする、世界で最も進歩的で権利に基づく法律と政策のいくつか」を文書化したレポート「License to Be Yourself」を公開した。報告書は、第3の性別の認識についてコメントし、次のように述べている。
権利に基づく観点から、第三の性別/性別の選択肢は自発的であり、トランスジェンダーの人々に性同一性を定義する方法についての第三の選択肢を提供する必要がある。第三の性別/性別として識別される人は、男性または女性として識別される人と同じ権利を持っている必要がある。
この文書は、GATE (組織)のMauro Cabral Grinspanも引用している。
人々は性別二元制から解放された第三の性を特定する傾向があるが、必ずしもそうとは限らない。トランスジェンダーとインターセックスの人々だけがその第3の性別にアクセスできる場合、または彼らが強制的に第3の性別に割り当てられている場合、性別二元制は弱くならずに強くなる。
報告書は、2つまたは3つの選択肢が不十分であると結論付けている。「より包括的なアプローチは、人々が自分の性別と性同一性を自己定義するための選択肢を増やすことである。」

### 第3性別と性的指向

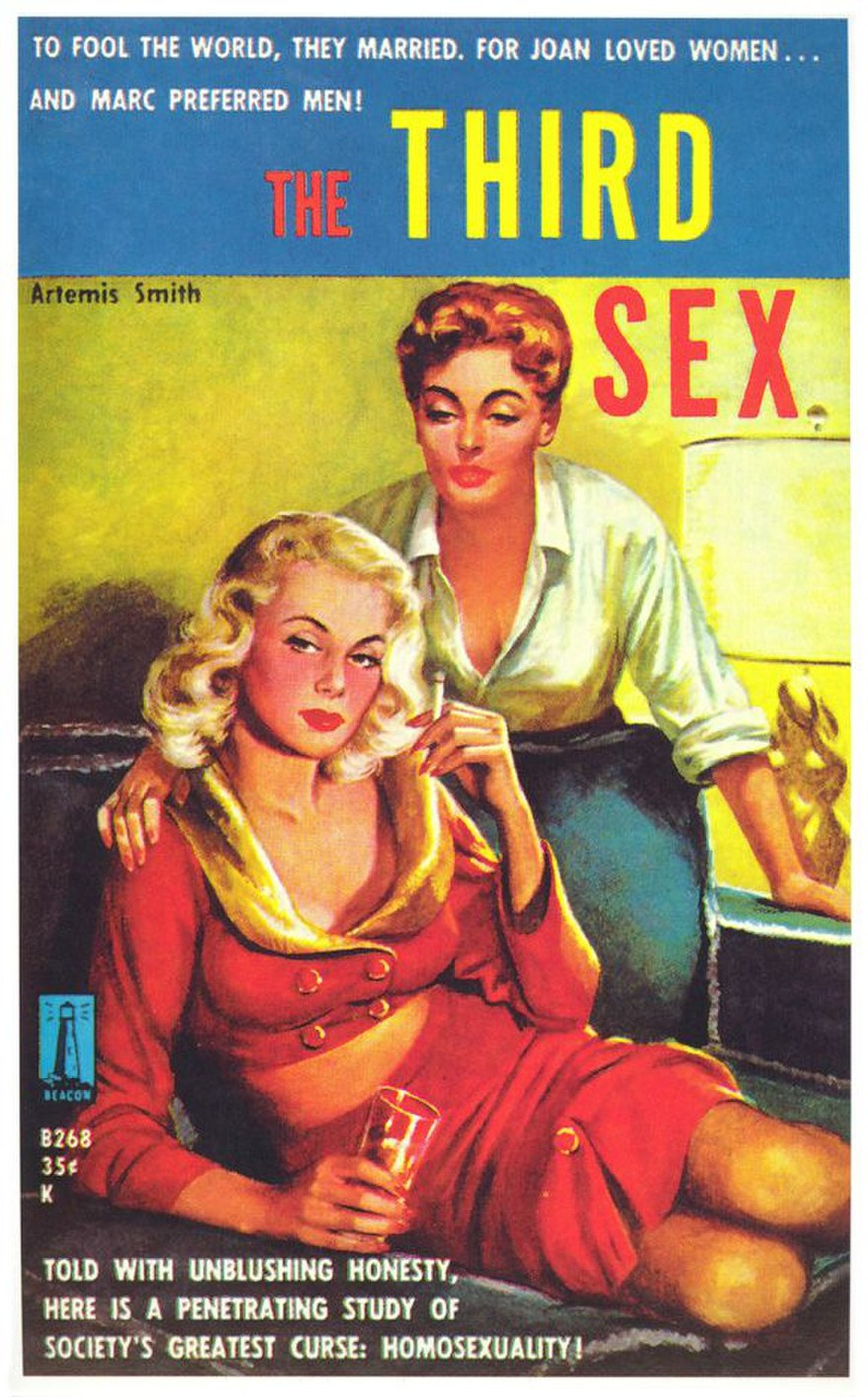
Artemis Smithの1959年の表紙レズビアンパルプフィクション小説「第3の性別」

1960年代の性の革命以前は、非ヘテロセクシャルのための一般的な非蔑称的な語彙は無かった。「第3の性別」などの用語は1860年代にさかのぼる。
そのような用語の1つであるウラニアンは、19世紀に第3の性の人、つまり「男性の体に女性の精神」を持ち、男性に性的に惹かれる人に使用された。その定義は後に同性愛者の 性別バリアントの女性と他の多くの性的タイプをカバーするように拡張された。これは、活動家のKarl Heinrich Ulrichs (1825–95)によって、Forschungen über das Räthsel der mannmännlichen Liebe ("Research into the Riddle of Man-Male Love")というタイトルで収集された一連の5冊の小冊子（1864–65）で最初に出版された、ドイツ語のUrningを英語に改作したものと考えられている。Ulrichは、カール＝マリア・ケートベニーが匿名で発行したパンフレットに、1869年に登場した「同性愛者」という用語が最初に公に使用される前に、彼の用語を開発した。Uranian（Urning）という言葉は、Ulrichs神の睾丸から作られたギリシャの女神アフロディーテ・ウラニアからウルリッヒによって派生したものである。それは同性愛を表しており、Aphrodite Dionea (Dioning)は異性愛を表している。ドイツのレズビアン活動家Anna Rülingは、1904年の演説で、「女性運動は同性愛問題の解決にどのような関心を持っているのか」という用語を使用した。
一部の学者によると、西洋は性的指向の西洋の概念に合うように古代の第3の性別同一性を再解釈し、再定義しようとしている。西言説やサモアにおけるトランズジェンダーの構築、ヨハンナ・シュミットは、ファアファフィネを再解釈する西部の試みと主張しているサモアの文化の中での第3の性別、それはより多くの性別よりも性的指向に関係している。彼女はまた、これが実際にファアファフィネ自体の性質を変え、それをより「同性愛者」にしていると主張している。
サモアのファアファフィネは、「しかし、私たちについて書かれたもののいくつかはかなり間違っていると思うので、教育目的で書かれるサモアの視点からの同性愛に関する論文で修士号を取得したいと思います。」
Berdacheになる方法:ジェンダーの多様性の統一的分析に向けて、ウィル・ロスコー、先住民の人々は常に攻撃を発見した人類学的な用語を使用して、このパターンは、スペイン人の最も初期の口座からたどることができる」と書かれている。Berdacheについて書かれていることは、オブザーバーが実際に目撃したことよりも、ジェンダー、セクシュアリティ、その他に対する既存の西洋の言説の影響を反映している」と語った。

TowleとMorganによると:
（第3の性別の）民族誌的例は、タイ、ポリネシア、メラネシア、ネイティブ・アメリカン、西アフリカなどにある異なる社会から、そして古代ギリシアから16世紀のイギリス、そして現代の北アメリカまで、歴史のあらゆる時点から来ることができる。人気のある作者は、彼らが伝えたい画像に無関係、理解できない、または不適当であると思われる次元を無視するか、または混乱させて、日常的に説明を単純化する。 (484)
西洋の学者はしばしば第3の性別の人々と男性を区別しない。それらはしばしば一緒にまとめられる。学者は通常、第三の性と男性の間の性的関係を説明する方法として性別の役割を使用する。例えば、上座部仏教の非規範的な性別のカテゴリを分析すると、Peter A. Jacksonは、初期の仏教コミュニティ内では、受容的なアナルセックスに従事した男性は女性化されていると見なされ、雌雄同体であると考えられていたようである。対照的に、オーラルセックスに従事した男性は、性別/性別の境界を越えているとは見なされず、男性的な性別の存在を脅かすことなく異常な性行為に従事していると見なされていた。
一部の作家は、イギリスでは西暦1700年頃に第3の性別が出現したと示唆している。それは男性のソドミーである。これらの作家によると、これは女々しい男性とその待ち合わせ場所（モリー・ハウス）のサブカルチャーの出現、および女々しいまたは同性愛者の男性に対する敵意の著しい増加によって特徴づけられた。人々はの執筆で少なくとも1860年代からヨーロッパでは第3の性別のメンバーとして自分自身を説明したKarl Heinrich Ulrichsとして、19世紀後半に継続マグヌス・ヒルシュフェルト、John Addington Symonds、エドワード・カーペンター、 Aimée Ducなどの人々。これらの作家は、自分自身と彼らのような人々を「逆」または「中間」の性であり、同性愛の欲求を経験していると説明し、彼らの執筆はそのような性的中間体の社会的受容を主張した。多くの引用された古典ギリシャ語とサンスクリット文学からの先例（下記参照）。
20世紀の大部分を通じて、「第3の性別」という用語は同性愛者と性別不適合者の一般的な説明だったが、1970年代のゲイ解放運動と、性的指向と性同一性の概念の分離が進んだ後、この用語は廃止された。LGBTコミュニティとより一般の人々の間で支持されている。フェミニズム、現代のトランスジェンダー運動、クィア理論が育んだジェンダーの新たな探求により、現代の西部の一部は再び自分たちを第3の性別と表現し始めた。同様の分野をカバーする他の現代のアイデンティティには、Xジェンダー、両性具有などが含まれる。

### 第3の性別とフェミニズム
ウィルヘルミン時代のドイツ帝国では、drittes Geschlecht (第3の性別)と Mannweib ("man-woman")を記述するために使用された。Ernst von Wolzogenの1899年の小説Das dritte Geschlecht (The Third Sex)では、フェミニストは、不自由な男性の精神を伴う外部の女性の特徴を備えた「中立者」として描かれている。

## 法的承認
多くの国は、男女以外の性別のアイデンティティに対応するための法律を採用している。

## 法的に認められていない現代社会
次の性別カテゴリも第3の性別として説明されている。

### アフリカ
- アンゴラ:チバトス（英語版）、ンドンゴ王国の第3の性別のシャーマン[66]。
- 南エチオピア:Ashtimeのマレの人々（英語版）の培養[67]。
- ケニア:Mashogaのスワヒリ語ケニア沿岸の話す分野、特にモンバサ[68]。
- コンゴ民主共和国:Mboの人々の間のMangaiko[69]。

### アジア・太平洋州
- ミクロネシア:チャモロ語のPalao'ana、グアムを含む北マリアナ諸島[70]。
- ポリネシア:ファアファフィネ（英語版） (サモア)[71]、ファカレイティ（英語版） (トンガ)、Māhū（英語版） (ハワイ、タヒチ)、whakawahine (マオリ語)、Akava'ine（英語版） (ラロトンガ語)[72]。
- インドネシア:Wariaは、現代インドネシアに見られる伝統的な第三の性別の役割[73]。さらに、スラウェシ島のブギス族は3つの性別（男性、女性、インターセックス）と、明確な社会的役割を持つ5つの性別（英語版）を持っていると説明されている[2]。
- 日本:Xジェンダーは、「genderqueer」や「nonbinary」に似た、女性でも男性でもないトランスジェンダーのアイデンティティである[74][75]。Xジェンダーという用語は、1990年代後半に使用され、関西、大阪、京都のクィア組織によって普及した[76]。2019年、日本LGBT研究所はオンライン調査を実施し、20〜69歳の人々から348,000の有効な回答を収集したが、そのすべてがLGBTであるとは限らなかった。回答者の2.5％が自分たちをX-genderと呼んでいる[77]。
- フィリピン:local sex/genderの数は一般的に人気の談話だけでなく、いくつかの学術的研究により、「第3の性別」と呼ばれている。（一部で軽蔑的と考えられている）これらのIDのローカル用語が含まれており、baklâ（英語版）とbinabae（タガログ語）、bayot（英語版）（セブアノ語）、agi（ヒリガイノン語）、bantut（タウスグ語）、badíngはゲイの男性やトランスの女性を指している。性別の不適合（英語版）の女性は、lakin-onまたはお転婆と呼ばれることがある[78]。

### ヨーロッパ
- アルバニア:ブルネシャ[10]。男性として働き、男性の服を着て、一部の男性専用スペースに住んでいるが、結婚していない女性。
- 18世紀のイギリス:モリー・ハウス[62]
- 19世紀のイギリス:ウラニアン（英語版）
- フェミニエッロ（英語版）、ナポリ文化[79]。

### ラテンアメリカとカリブ海
- メキシコ南部:Muxe（英語版）、多くのZapoteceの共同体では、第3の性別の役割がよく見られる[80]。Muxeは、第3の性別として記載されている。生物学的には男性であるが、女性的な特徴がある[80]。彼らは同性愛者ではなく、単に別の性別であると考えられている[80]。女性と結婚して家族を持つ人もいれば、男性との関係を築く人もいる。これらの個人は男性の体を持っており、男性とは異なる方法でセックスを実行する。それは男性的なペルソナではないが、女性的なペルソナでもないが、一般的には2つの組み合わせである[80]。Lynn StephenはJeffrey Rubinを引用して、「同性愛者であると噂され、Muxeのアイデンティティを採用しなかった著名な男性は蔑称的に話された」と述べ、Muxeの性別の役割が共同体でより受け入れられることを示唆している[80]。
- Biza'ah:Teotitlánでは、Biza'ahと呼ばれる独自のバージョンのMuxeがある。Stephenによると、その共同体は、多くの人がいたMuxeと比べて、ビザアと見なされる個人は7人しか居なかった[80]。Muxeのように、彼らはコミュニティで非常に好かれ、受け入れられた[80]。彼らの歩き方、話し方、行う仕事は、ビザアを認識するための目印である[80]。
- Tida wenaもしくはTida wina:ベネズエラ、ガイアナ、スリナムのWarao先住民の共同体の中には、（Muxeに類似した）第3の性別がある[81]。
- ラテンアメリカのTravesti（英語版）は第3の性別として説明されてきたが、すべてがこのように自分自身を見ているわけでは無い。Don Kulick（英語版）は、ブラジルの都市部における性別による服装倒錯の世界には、「男性」と「男性ではない」の2つのカテゴリがあり、女性、同性愛者、Travestiは後者のカテゴリに属すると説明した[82]。

### 中東
- オマーン:Khanith（英語版）[83]。

### 北米の先住民文化
Two-Spiritは、1990年に先住民のレズビアンとゲイの会議で作成された現代の包括的な用語であり、これまで、一部の地域ではゲイとジェンダーに使用されていた攻撃的な用語「berdache」を置き換えることを主な目的としている。「berdache」は、性的奴隷に売られた奴隷の少年を表すためにも使用されてきた。Kyle De Vriesは「berdacheは、ヨーロッパ人によって作成され、人類学者などによって永続化された、性別、性別、セクシュアリティを二元的で不可分であると認識する西洋の規範とは異なるネイティブアメリカン/ファーストネーションの人々を定義する軽蔑的な用語です」と書いている。加えて、Mary Annette Pemberは「残念ながら、将来の世代に私たちの道を伝えるための口頭の伝統に応じて、初期の非ネイティブの探検家、宣教師、人類学者、専門家がネイティブの人々を説明する本を書くための水門を開きます。これらの著作は、ほとんどが白人男性であった著者の視点に根付いていました。」。これは、ジェンダーバリアントとジェンダーバリアントの広く多様な伝統をもたらした500を超えるネイティブアメリカンの生きているコミュニティの中での第3の性別の伝統は、英語の名前で均質化され、誤って伝えられており、非ネイティブと切断された子孫の両方によって広く誤解されている。「Two-Spiritは、個人が男性と女性の両方であり、これらの側面がそれらの中で絡み合っていることを意味します。この用語は、伝統的なネイティブアメリカン/ファーストネーションの文化的アイデンティティやセクシュアリティとジェンダーの違いの意味から離れています。個々の国や部族からの用語や意味を考慮に入れていません....トゥースピリットですがある精神的な性質には、男性と女性の両方の2人の精神を保持していることを意味し、伝統的なネイティブアメリカン/ファーストネーションの人々はこれを西洋の概念と見なしています。」
「Two-Spiritの人」という本を作成した会議で、いくつかの先住民が自分たちを「男性」でも「女性」でもない、ましてや一体のペアではなく、非常に単一であると説明しているのを聞いた。また、予約コミュニティ内の共通の概念として、1つの組織内の二重性の仮定を報告していない。むしろ、人々は二分法に対する西洋の傾向に落胆を打ち明けた。インド・ヨーロッパ語族の社会の外では、「性別」は「男性」と「女性」の社会的ペルソナの註解とは関係がなく、「第3の性別」はおそらく無意味であろう。不快な言葉「berdache」は確かに捨てるべきだが（Jacobs etal。1997：3-5）、都市部のアメリカの造語「Two-Spirit」は誤解を招く可能性がある。
新しい用語であるTwo-Spiritは部族間の組織化に役立つツールであると考える人もいるが、それは従来の用語に基づいておらず、より伝統的なコミュニティに受け入れられていない。性別が異なる人々のために伝統的な儀式の役割を持っている部族は、自国語で名前を使用し、一般にこの「binary」という用語を「西洋」として拒否した。

## 歴史

### メソポタミア
メソポタミア神話で、人類の最古の書かれた記録の中で、男性と女性ではないではない人々の性別への参照がある。紀元前2千年紀のシュメールの創造神話の石造りの粘土板で見つかった。ニンフルサグのファッション誰のため「男性の臓器ではないとし、女性の臓器でもない」で、エンキは王の前に立ち: 社会の中での位置を探すが。アッカドの神話アトラ・ハシース（紀元前約1700年）で、エンキはマミに出産の女神は、男女に加えて、乳児を盗む鬼、出産できない女性、出産を禁じられている巫女などの国民を「第3の性別のカテゴリ」を確立する、と指示をした。バビロニアでは、シュメールとアッシリアのサービスに宗教的な職務を行う個人の特定の種類のイナンナは、第3の性別として記載されている。彼らは神聖娼婦またはHieroduleとして働き、恍惚としたダンス、音楽、演劇を行い、マスクを着用し、女性と男性の両方の性別の特徴を持っていた。シュメールでは、ur.sal ("dog/man-woman")とkur.gar.ra (man-womanとも呼ばれる)の楔形文字の名前が付けられた。現代の学者は、現代の性別/性別のカテゴリーを使用してそれらを説明するのに苦労し、それらを「女性として生きる」などと様々に説明したり、雌雄同体、宦官、同性愛者、服装倒錯者、女々しい男性などのさまざまな用語を使用するなどした。

### エジプト
古代テーベの近くで見つかったエジプト中王国の刻まれた陶器の破片には、tai（男性）、sḫt（ "sekhet"）、hmt（女性）の3つの人間の性別が記載されている。Sḫtはしばしば「宦官」と訳されるが、そのような個人が去勢されたという証拠はほとんどない。

### インドの文化

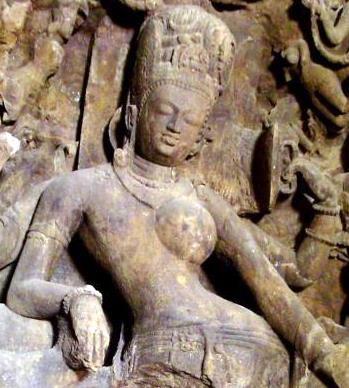
ヒンドゥー教の神シヴァは、男性と女性の二重の性質を持つアルダナーリーシュヴァラとして表されることがよくある。通常、アルダナーリーシュヴァラの右側は男性で、左側は女性である。

第3の性別への言及は、インドの3つの古代の伝統宗教、ヒンドゥー教、ジャイナ教、仏教のテキスト全体に見られ、ヴェーダ時代の文化であると推測できる。ヴェーダ文化は3つの性別を認識した。ヴェーダは、個人を、その性質またはプラクリティに応じて、3つのカテゴリーのいずれかに属すると説明している。 これらは、カーマスートラ（西暦4世紀頃）や他の場所でも、pums-prakrti（男性の性質）、stri-prakrti（女性の性質）、tritiya-prakrti（第3の性別の性質）として綴られている。テキストは、第3の性別の個人は前近代のインドでよく知られており、男性と女性の身体の人々、およびインターセックスの人々を含み、彼らはしばしば子供時代から認識できることを示唆している。

第3の性別は、古代ヒンドゥー法、医学、言語学、占星術で議論されている。ヒンドゥー法の基礎となるマヌ法典は、3つの性別の生物学的起源を説明している。
男性の子供はより多くの男性の種子によって生産され、女性の子供は女性の蔓延によって生産されます。両方が等しい場合、第三の性の子供または男の子と女の子の双子が生まれます。どちらかが弱いか量が不足している場合、受胎の失敗が生じます。
インドの言語学者パタンジャリは、サンスクリット語の文法であるマハーバーシャ（紀元前200年頃）に関する研究で、サンスクリット語の3つの文法的性別は3つの自然な性別から派生していると述べている。最も初期のタミル語の文法であるトルカピヤム（紀元前3世紀）は、雌雄同体を（非男性的な男性の女性的なカテゴリーに加えて）3番目の「中性」の性として言及している。
インド占星術の9つの惑星は各3つの性別の1つに割り当てられている。第3の性別であるtritiya-prakrtiは、水星、土星、そして特にケートゥに強く結びつけられている。
プラーナ文献の中に、音楽とダンスの3種類のデーヴァへの言及がある。:アプサラス（女性）、ガンダルヴァ（男性）、ヒジュラー（中性）
二つの大きな、サンスクリット叙事詩、ラーマーヤナとマハーバーラタは、古代インド社会における第三の性別の存在を示す。ラーマーヤナのいくつかのバージョンは、物語の一部で、主人公のラマが森に亡命することを伝えている。途中で、彼は故郷のアヨーディヤーのほとんどが彼をフォローしていた。彼は彼らに「男性と女性、引き返す」と言った、「男性でも女性でもない」人々は何をすべきか分からなかったので、彼らはそこにとどまった。ラーマが数年後に亡命から戻ったとき、彼は彼らがまだそこにいるのを発見し、彼らを祝福し、彼らも世界を支配することに貢献する日があるだろうと言った。
紀元前2世紀頃に現在の形で成文化され、釈迦自身からの口頭伝承によって受け継がれていると言われている仏教の律には、男性、女性、ubhatobyañjanaka（二重の性的性質の人々）、paṇḍaka（非規範的な性的性質の人々、おそらく元々は男性の性的能力の欠如を示している）の4つの主要な性別/性別のカテゴリーがある。Vinayaの伝統が発展するにつれて、paṇḍakaという用語は、男性と女性の自然の特徴と矛盾すると考えられた身体的または行動的属性を持つインターセックス、男性と女性の身体の人々を含む幅広い第3の性別のカテゴリーを指すようになった。

### 地中海文化

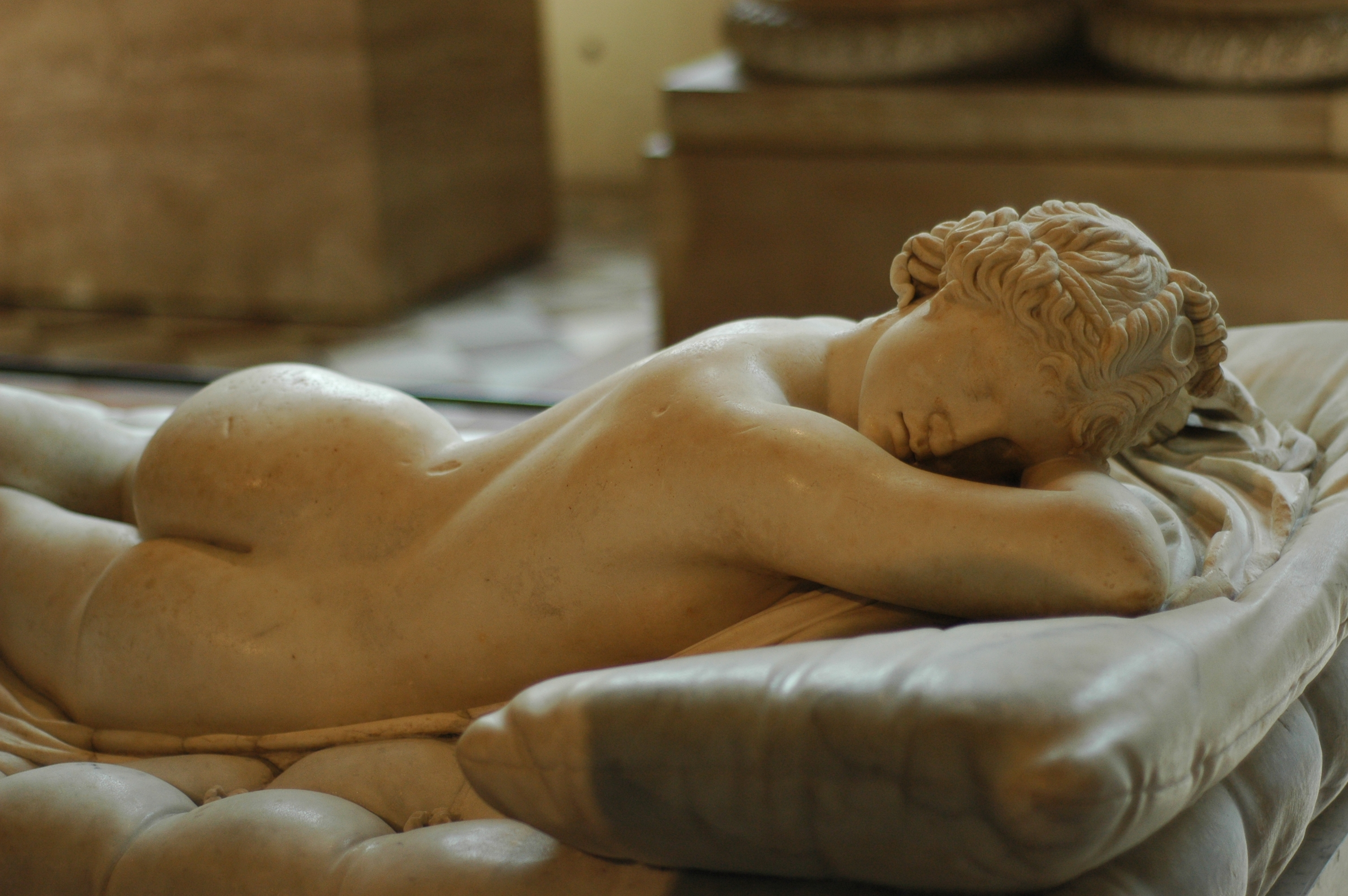
『眠れるヘルマプロディートス』、この彫刻は雌雄同体という言葉の由来であるヘルマプロディートスである。

紀元前4世紀頃に書かれたプラトンの饗宴アリストパネスは、女性、男性、両性具有の3つの元の性別を含む創造神話について述べている。これらはゼウスによって半分に分割され、失われた残りの半分と再会しようとする4つの異なる現代の性別を生み出す。この記事では、現代の異性愛者の男性と女性は、元の両性具有の性別から派生している。ヘルマプロディートスの神話には、異性愛者が彼らの原始的な両性具有の性別に融合することが含まれている。
世界中の他の創造神話は、タイ北部からのものなど、3つの元の性別の信念を共有している。
多くの人が、古代東地中海世界の「宦官」を、女性と男性の間の境界空間に住む第三の性として解釈し、彼らの社会ではどういうわけかどちらでもない、または両方であると理解している。ローマ皇帝群像では、宦官体はtertium genus hominum（第3のヒトの性別）として記述されている。紀元前77年、Genuciusという宦官は、彼が自発的に自分自身を切断し（amputatis sui ipsius）、女性でも男性でもなかった（neque virorum neque mulierum numero）という理由で、Valerius Maximusに遺言で彼に残された物を主張することを妨げられた。タナハと新約聖書の宦官は、ある種の去勢された人の最近の解釈や純潔の隠喩ではなく、第3の性別に属すると理解されていたと主張している。初期のキリスト教神学者、テルトゥリアヌスは、イエス・キリスト自身が宦官であったと書いた。テルトゥリアヌスはまた、異教徒の間に第3の性別（tertium sexus）が存在することを指摘した。彼は、フリュギア女神の「宦官」の信者であるガッライについて言及していた可能性がある。キュベレーは数人の古代ローマ人作家によって第3の性別に属すると説明された。

### イスラエル
古いイスラエルには:
- Zachar: 男性
- Nekeva: 女性
- Androgynos（英語版）: 男性と女性の両方の性器。
- Tumtum: 皮膚に隠された性器（皮膚が除去されない限り、性別は不明）。
- Aylonit: 不毛の女性。女性の性器、不毛。
- Saris: 去勢された、または自然に不妊の男性（しばしば「宦官」と訳される）[108][109]。

### 南北アメリカ

#### 中米
歴史家のMatthew Looperによると代マヤ文明は第三の性を認識していた可能性がある。両性具有とトウモロコシの神と男性的な月の女神図像や支配者のマヤ神話がこれらの神々を具現化する。Matthew Looperは、マヤの第三の性別には、ヒーラーや占い師などの特別な役割を持つ個人も含まれている可能性があると示唆している。
人類学者といくつかの作家は全体のprehispanic文化を議論するときに、2つの男女の枠組みを越えて移動する必要があると感じていることをMiranda Stockettはオルメカ、アステカとマヤの人々「2種類以上の体と2種類以上の性別」を理解したと結論づけた。人類学者のRosemary Joyceは、「スペイン人がメソアメリカに来る前は、性別は流動的な可能性であり、固定されたカテゴリーではありませんでした。子供時代の訓練と儀式は、第三の性別と代替の性別も含む可能性のある大人の性別を形作りましたが、設定しませんでした。 「男性」と「女性」として。クラシック時代の最盛期には、マヤの支配者たちは、男性から女性まで、ブレンドされた衣装を着て、州の儀式で男性と女性の役割を演じることによって、性別の可能性のすべてを体現していると表現しました。ジョイスは、メソアメリカの芸術の多くの人物が男性の性器と女性の胸で描かれている」と述べている。

#### インカ
アンデス研究の学者Michael Horswellはインカ神話のジャガーの神であるchuqui chinchayのの第3の儀式の出席者は、スペイン帝国の植民地化以前の「アンデスの儀式における重要な俳優」であったと書いている。Horswellは詳しく述べている。:「これらのquariwarmi（男性-女性）シャーマンアンデスの宇宙論の対称的に二元的な領域と日常生活の間で、時には同性のエロティックな慣習を必要とする儀式を行うことによって仲介されました。彼らの着替えた服装は、男性と女性、現在と過去、生きている人と死んでいる人の間で交渉した第三の空間の目に見える兆候として役立ちました。彼らのシャーマニズムの存在は、多くの場合、アンデスの神話に代表される両性具有の創造力を呼び出した。」
Richard Trexlerは宗教から『第3の性別』フィギュアの早期スペインの口座与え、インカ帝国の彼の1995年の本「Sex and Conquest」の中で、
そして、それぞれの重要な寺院や礼拝所には、アイドルに応じて1人か2人以上の男性がいて、子供時代から女性の服を着て、彼らのように話し、服を着て、他のすべては彼らが女性を模倣します。彼らと一緒に、特に首長と首長は、ほとんど宗教的な儀式や儀式のように、ごちそうの日や休日に肉欲的で汚い性交をします。

#### 先住民の北米人
500以上の先住民族の北米文化が生き残っているため、性別や性別に関する態度は多様である。歴史的に、一部のコミュニティは、特定の文化の基準によって、少なくとも一部の時間では、何らかの方法で第3の性別、または他の性別によって異なる方法を示す可能性のある人々に対して社会的または精神的な役割を果たしてきた。これらの方法のいくつかは今日も続いているが、他の方法は植民地主義のために消滅した。一部の共同体や個人は、現代の人物を称え、部族間で組織化する方法として、Two-spiritを採用している。

### イヌイット文化
イヌイットの宗教は、最初のシャーマンの1人は、最初のお守りを発見したItijjuaqとして知られている第3の性別であったと述べている。
歴史的に、カナダ北部、イグルーリクとヌナビクなどのイヌイットには、Sipiniqという第3の性別の概念があった。sipiniqの乳児は、出生の瞬間に、男性から女性に物理的な性別を変更したと考えられていた。Sipiniqの子供達は社会的に男性と見なされ、男性の親戚にちなんで名付けられ、男性の仕事を行い、男性の仕事に合わせた伝統的な服を着る。これは一般的に思春期まで続く。しかし、場合によっては成人期まで続き、sipiniqの人が男性と結婚した後も続く。

## 芸術と文学

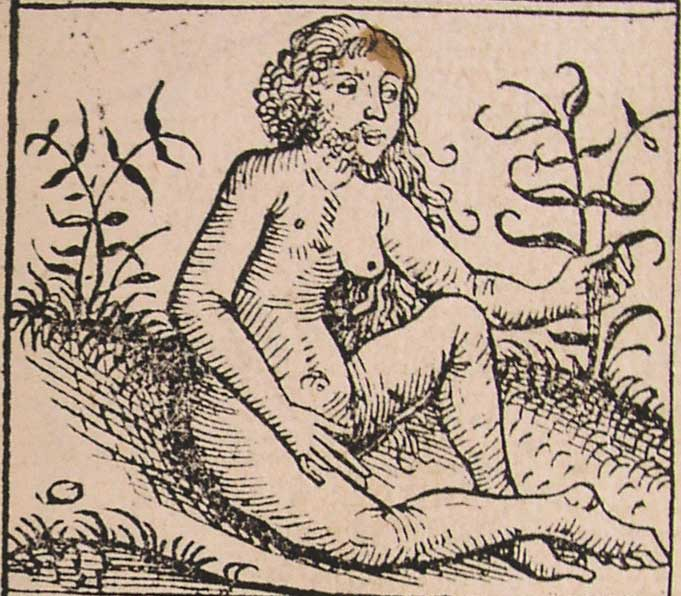
ハルトマン・シェーデルによって書かれたニュルンベルク年代記のイラスト

デイヴィッド・リンゼイの1920年の小説「アルクトゥールスへの旅」には、phaenというタイプがある。これは、男性にも女性にも惹かれず、「Faceny」（DemiurgeのShapingまたはCrystalmanの名前）に惹かれる第3の性別である。適切な代名詞はaeとaerである。カール・テオドア・ドライヤーが監督を務めた1924年の映画、マイケルは「Chained: The Story of the Third Sex in the USA」として公開された。
文芸評論家のMichael Maiwaldは、最初のアフリカ系アメリカ人のベストセラーの1つである、Claude McKayの1928年の映画「Home to Harlem」で、「第3の性別の理想」を特定している。
カート・ヴォネガットの1969年の小説「スローターハウス5」は、生殖に必要な4次元の7人の性別（ジェンダーではない）を特定している。これには、ゲイの男性、65歳以上の女性、1歳の誕生日前に亡くなった幼児が含まれる。トラルファマドール星の種族には5つの性別がある。

## 信仰
ヒンドゥー教で、シヴァ神は今でもアルダナーリーシュヴァラつまり半男性と半女性の形で崇拝されている。今日シヴァリンガとして知られているシヴァのシンボルは、実際には「ヨニ」 (膣)と「リンガ」 (男根)の組み合わせで構成されている。
西暦の変わり目に地中海から南アジアに及ぶ広い地域で栄えた女神に男性の崇拝が捧げられた。一方でガッライがローマ帝国を宣教している間、kalū、kurgarrū、assinnuはメソポタミアの寺院で古代の儀式を続け、ヒジュラの第3の性別の前任者は明らかに明確だった。エフェソスのアルテミス神殿の宦官についても言及する必要がある。西セム語のケデシム、2千年紀後半のヘブライ語聖書とウガリット語のテキストから知られている男性の「神聖娼婦」、そしてケレブ、キティオンや他の場所でのアスタルトの司祭達である。インドを超えて、現代の民族誌的文献は、東南アジア、ボルネオ、スラウェシ島全体の性別の異なるシャーマン司祭を文書化している。これらすべての役割は、女神への献身、性別の違反と受容的なアナルセックス、恍惚とした儀式のテクニック（カルーとメソポタミアの司祭の場合は癒し、ヒジュラの場合は生殖能力）、そして実際のまたは象徴的な特徴を共有している。ほとんどは、歴史のある時点で寺院に拠点を置いていたため、それぞれの都市国家の宗教経済行政の一部だった。